# Vual

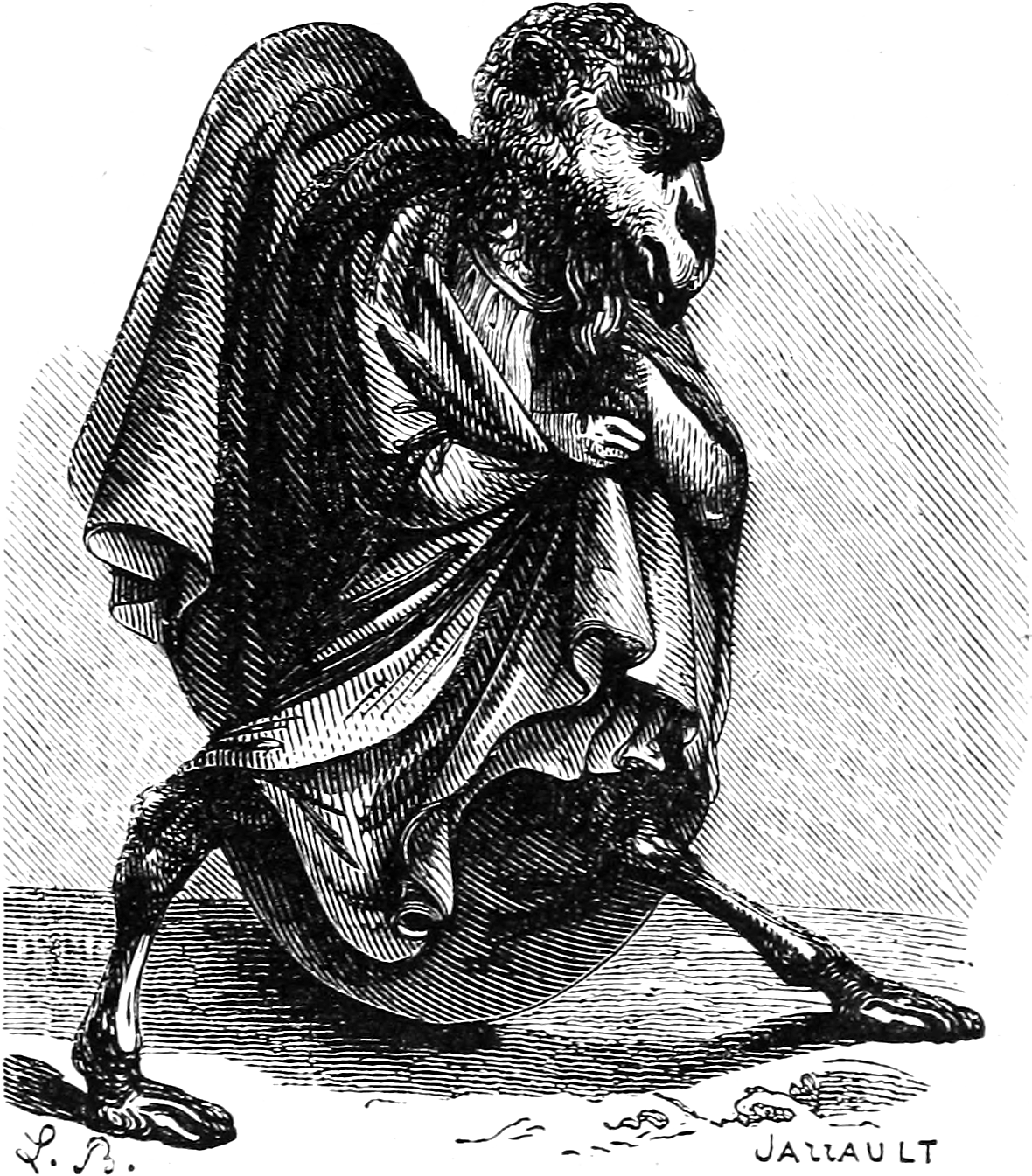
Illustration du démon Vual dans le Dictionnaire Infernal de Collin de Plancy (6^{e} édition, 1863)

Vual, Uvall ou Voval est un démon issu des croyances de la goétie, science occulte de l'invocation d'entités démoniaques. 
Le Lemegeton le mentionne en 47e position de sa liste de démons. Selon cet ouvrage, Vual serait un grand et puissant duc de l'enfer. Son apparence est celle d'un dromadaire à deux pattes et deux bras, ayant une allure générale de bossu. La réputation de ce démon est celle de l'immoralité, Vual étant à l'origine des histoires scandaleuses. Il parle égyptien et commande 37 légions infernales. 
La Pseudomonarchia Daemonum le mentionne en 66e position de sa liste de démons et lui attribue des caractéristiques similaires.
Il existe une symbolique hindoue décrivant une entité de même apparence. Elle aurait une relation avec la mort.

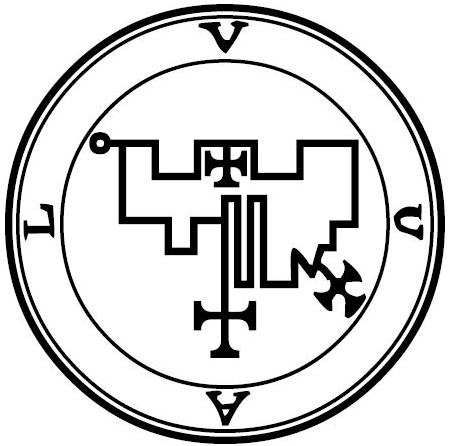
Le sceau de Vual selon Mathers.